# Santa María Atarasquillo
Santa María Atarasquillo är en stad i kommunen Lerma i delstaten Mexiko i Mexiko. Staden hade 15 486 invånare vid folkräkningen år 2020.